# Historia medycyny w Gdańsku
Gdańsk od przeszło tysiąclecia pełni funkcję ważnego ośrodka administracyjnego i kulturalnego na południowym wybrzeżu Bałtyku. Gospodarczy rozwój miasta zapoczątkował trwający już od wczesnego średniowiecza stopniowy wzrost liczby mieszkańców. Powstanie dużego skupiska ludzkiego spowodowało pojawienie się nowych potrzeb, związanych w dużej mierze z koniecznością rozwoju sztuki leczenia i środków zapobiegawczych, eliminujących zagrożenie ze strony powszechnych w tamtych czasach epidemii. W późniejszym okresie stan ten wymusił stworzenie ośrodka akademickiego szkolącego przyszłych adeptów medycyny.

## Początki

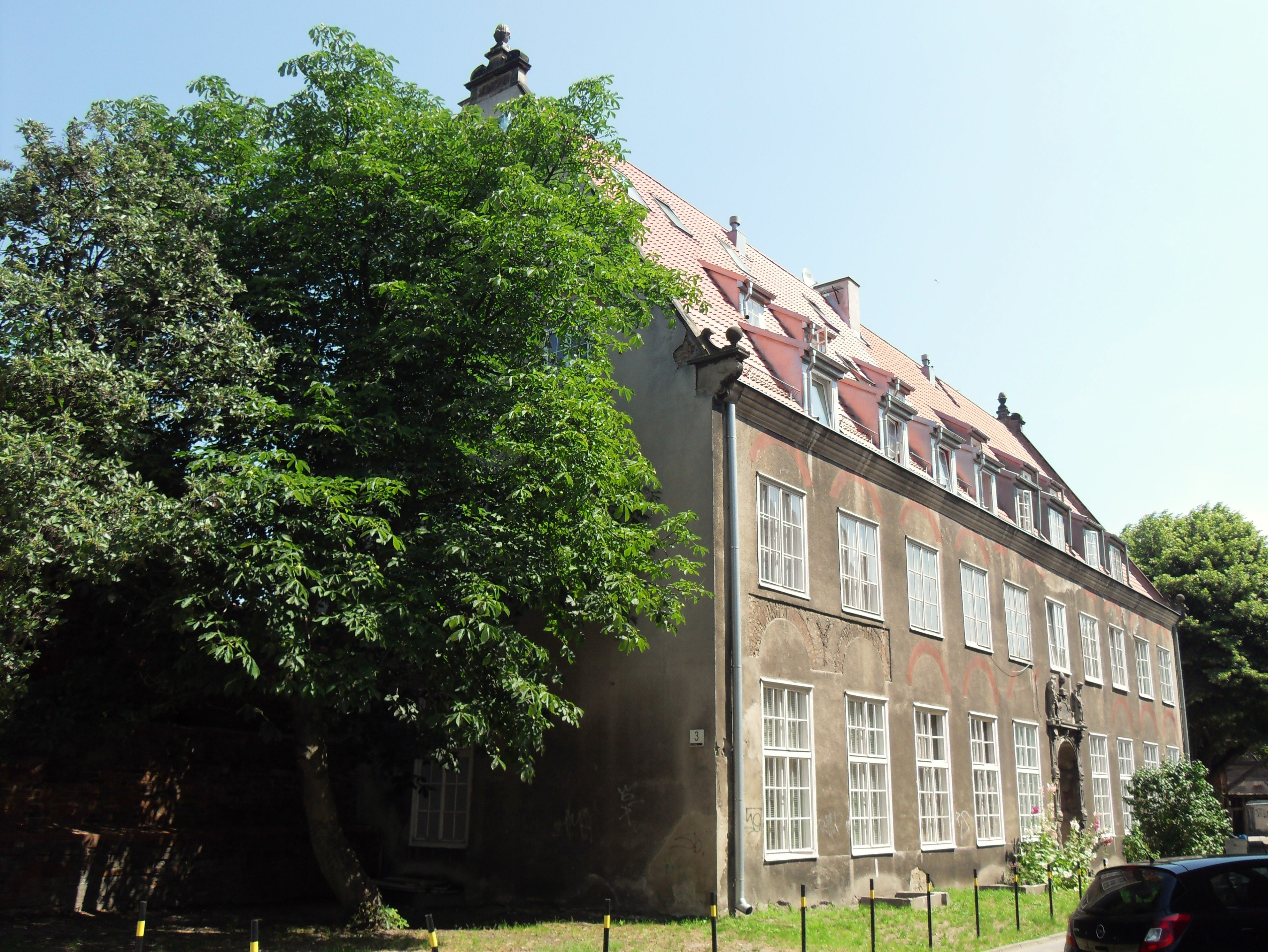
Dawny szpital św. Ducha w Gdańsku

Pierwsze wzmianki o rozwoju gdańskiego szpitalnictwa pochodzą z okresu panowania Krzyżaków, zakonu który w pierwotnym założeniu miał zajmować się opieką nad chorymi podróżnymi na terenie Ziemi Świętej. Najwcześniejszą instytucją, o której mówią źródła historyczne, jest Szpital Świętego Ducha powstały w latach 1310–1311. Prowadzony był on przez zakon szpitalników do 1382 roku i przeznaczony był dla chorych pielgrzymów i biedaków.
Od początków XIV wieku funkcjonował Lazaret, zwany również Pockenhaus (pol. Dom Ospy). Znajdował się on poza murami miasta, mając za zadanie – zgodnie ze swą nazwą – izolować i w mniejszym stopniu próbować leczyć chorych na ospę.

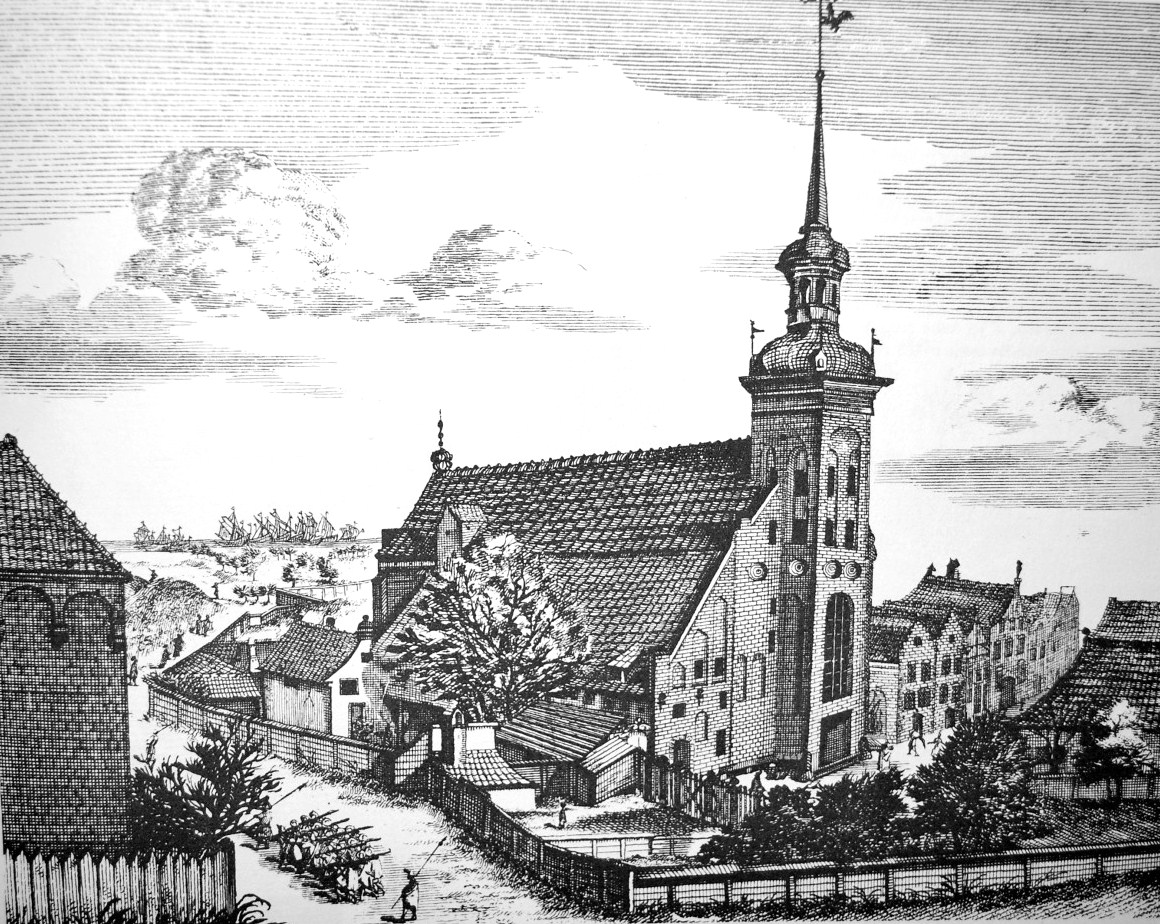
Kościół św. Jakuba w Gdańsku

Ważną rolę odegrał również Szpital Świętej Elżbiety, utworzony z istniejącego jeszcze w czasach panowania Polaków przytułku dla ubogich i sierot, a także Szpital Świętego Jakuba, utworzony w 1414 roku na terenie Nowego Miasta w celu leczenia chorych żeglarzy. Szpital ten został rozbudowany w 1432 roku, rok później spalony w czasie najazdu husytów i powtórnie odbudowany, po czym uzyskał przywileje kościelne. Około 1390 istniały cztery szpitale w Gdańsku, z których dwa były przeznaczone jedynie dla trędowatych.
W późniejszych wiekach następował dalszy rozwój szpitalnictwa gdańskiego, związany również z pojawieniem się wielu innowacji w tej dziedzinie nauki. W 1541 roku w Szpitalu Świętej Elżbiety utworzono wydzielony oddział dziecięcy. W 1549 roku powstał oddział dla umysłowo chorych, stanowiący wówczas rzadkość na skalę Europy. Osoby cierpiące na zaburzenia tego typu były w tamtym okresie zamykane w więzieniach, bądź uznawane za opętane. W XVII wieku, w związku z zagrożeniem epidemią dżumy, obecnej również na terenie Gdańska, stworzono dom dla zadżumionych, izolujący chorych.
Zapobieganiu rozwojowi chorób służyły także rozmaite przepisy sanitarne. W 1331 roku wprowadzono przepis stanowiący, iż rzeźnie muszą znajdować się poza miastem. W roku 1443 powstały przepisy sanitarne dotyczące budowania studni i handlu żywnością na targowiskach. Dwa lata później – u schyłku panowania Krzyżaków – ukazały się przepisy dotyczące czyszczenia ulic, a później – w 1511 roku – przepis o obowiązku wywożenia śmieci poza miasto przez kamieniczników. W roku 1536 rozpoczęto budowę wodociągu w Śródmieściu.

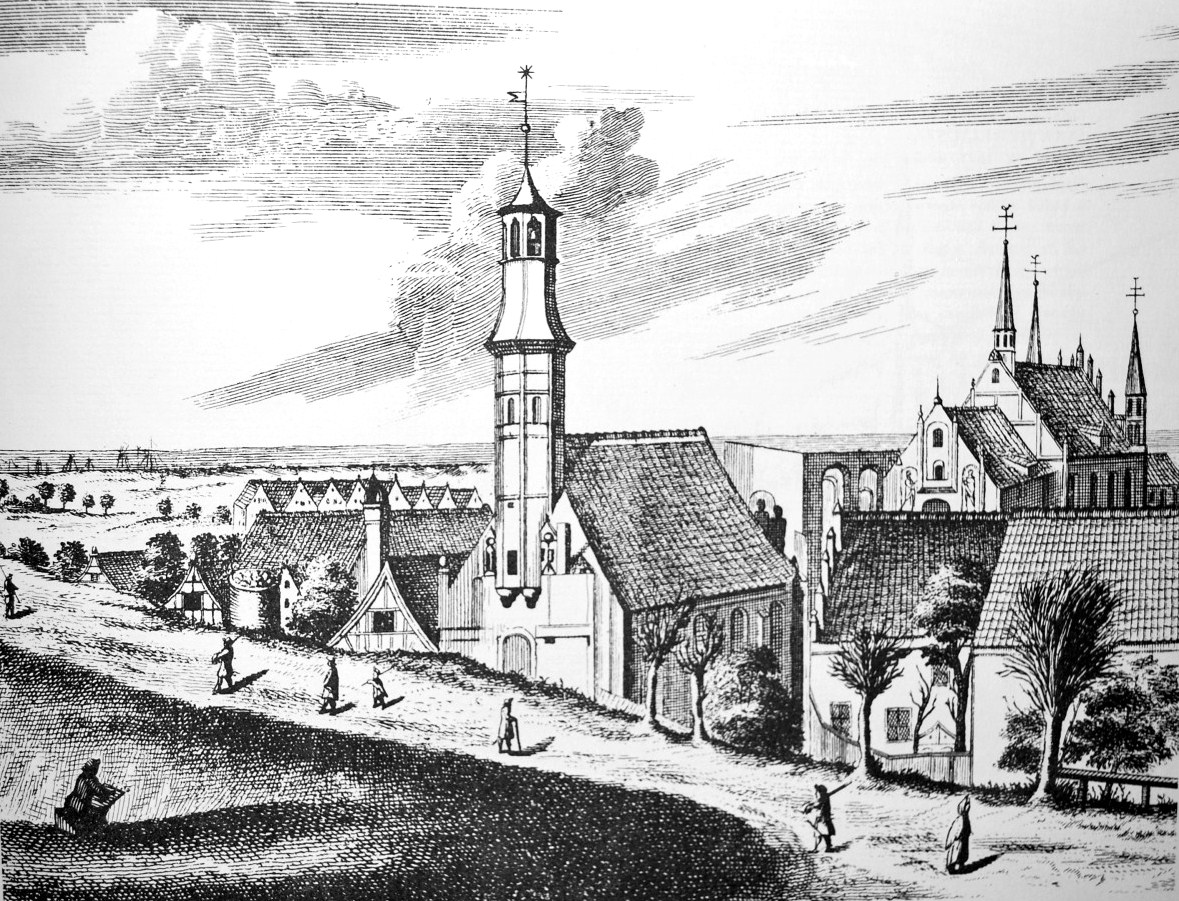
Kościół św. Elżbiety w Gdańsku

Z rozwojem lecznictwa związane było także powstanie w roku 1399 pierwszej apteki w Gdańsku. Prawie dwa wieki później (w 1579 roku) wydano przepisy o funkcjonowaniu aptek, mówiące m.in. o tym, kto może prowadzić apteki i regulujące dostawy leków.
Niewiele wiadomo o pierwszych lekarzach pracujących w Gdańsku. Istnieje pojedyncza wzmianka o przybyciu do miasta w 1354 roku Johannesa Medicusa. Inna mówi, iż w 1409 roku z Gdańska do Malborka (stolicy państwa krzyżackiego) miał wyjechać okulista w celu leczenia Wielkiego Mistrza. Mimo to, w czasach krzyżackich lekarze niechętnie przybywali do Gdańska, prawdopodobnie z powodu surowego prawa obowiązującego na tych ziemiach i wysokich podatków nakładanych przez Zakon. Sytuacja poprawiła się nieco za polskiego panowania, kiedy to gdańszczanie zaczęli pobierać nauki na zagranicznych uczelniach. Ustanowiono też w Gdańsku funkcję fizyka (lekarza) miejskiego. Wybierano go spośród wybitnych lekarzy gdańskich, bądź też poszukiwano kandydata w innych miastach. Fizyk miejski odpowiedzialny był m.in. za koordynację spraw związanych ze zdrowiem publicznym.

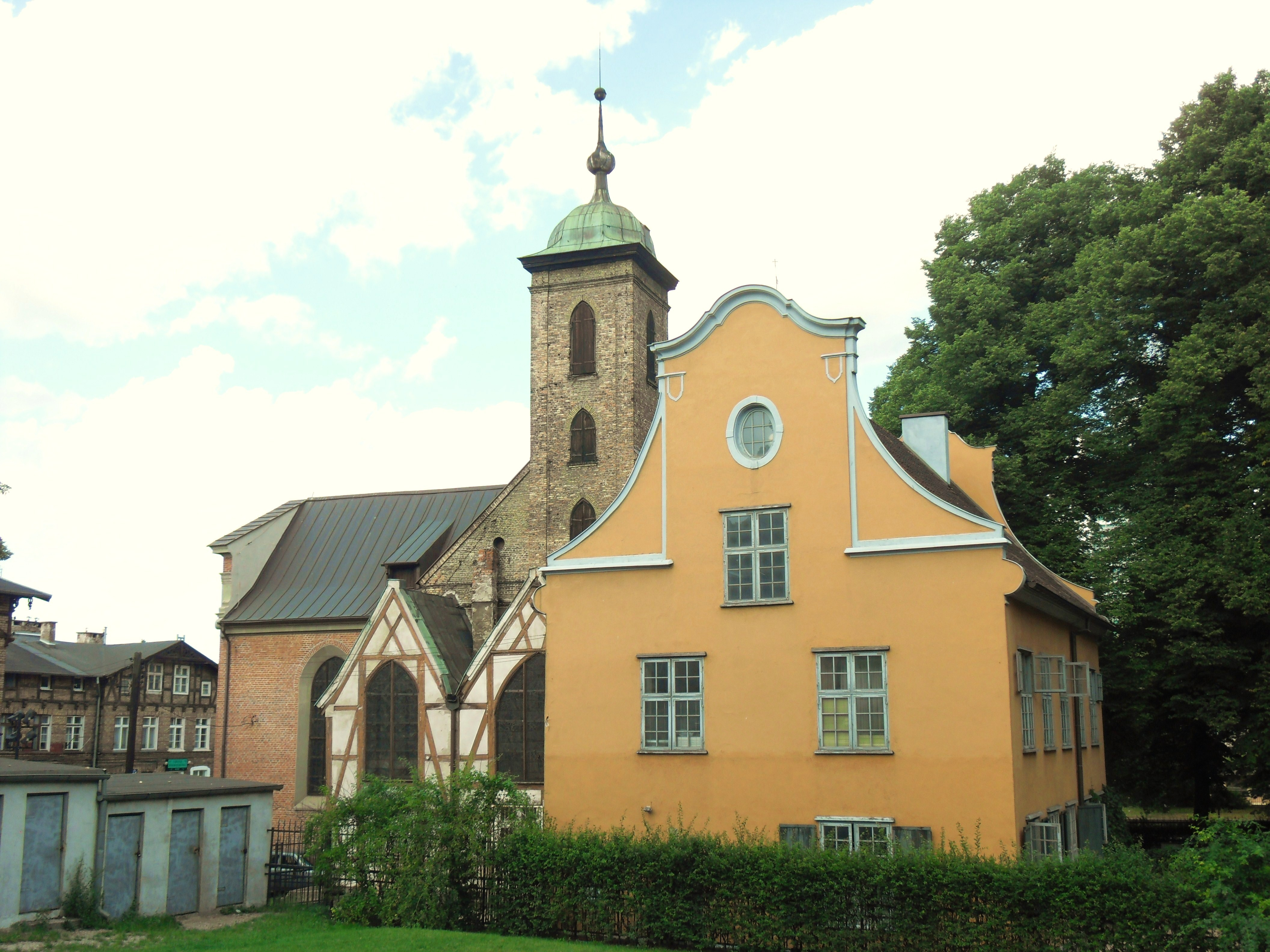
Kościół pw. Bożego Ciała

Szpitale istniały przy kościele św. Barbary i kościele pw. Bożego Ciała. W 1545 roku szpital przy kościele św. Barbary i kościół zostały zniszczone w wyniku wielkiego pożaru.

## Cech chirurgów
Istotną rolę odegrali również chirurdzy – balwierze. Pojawili się oni w mieście na początku XIV wieku, a w 1416 roku w Gdańsku miało znajdować się 13 chirurgów.
Niedługo po przyłączeniu Gdańska do ziem polskich, w marcu 1454 roku, utworzono na podstawie rozporządzenia Rady Starego Miasta cech zrzeszający chirurgów. Dzięki temu rozwój chirurgii był bardziej dynamiczny. Wymagało to w późniejszym okresie spisania nowych statutów regulujących prawa i obowiązki członków cechu oraz sposobu przyjmowania uczniów. Nowy statut został w 1519 roku zatwierdzony przez króla Zygmunta I Starego, a w roku 1522 przez radę miejską.
Z biegiem lat rósł poziom kształcenia gdańskich chirurgów. Świadczy o tym do dzisiaj zachowany XVIII-wieczny zestaw pytań, na które musiał odpowiedzieć uczeń. Kładziono nacisk na nauczanie anatomii i łaciny, a nie jedynie czysto praktyczne umiejętności przyszłego chirurga. Cecha ta zbliżała gdański system kształcenia do systemu nauczania obowiązującego w paryskich cechach. Oprócz tego zarówno w Gdańsku, jak i w Paryżu cechy posiadały tego samego patrona – św. Kosmę.

## Collegium Medicum
Nie tylko chirurdzy, ale także lekarze gdańscy zaczęli tworzyć organizacje, które miały ich reprezentować. Taką funkcję pełniło utworzone w 1612 roku Collegium Medicum, będące pierwszą Izbą Lekarską w Polsce. Ideę takiej instytucji poparł król Zygmunt III Waza. Przed Collegium Medicum postawiono liczne zadania: miało ono za zadanie bronić interesów lekarzy, doszkalać ich, uniemożliwiać pracę osobom podającym się za medyków, rozstrzygać problemy dotyczące sztuki lekarskiej, udzielać konsultacji, badać leki i dokonywać inspekcji aptek, nakładać kary.
W wyniku bardzo częstych konfliktów z Radą Miejską, zwykle dotyczących spraw finansowych, dochodziło do zawieszania działalności Collegium. Zostało ono w 1636 roku zlikwidowane i mimo prób reaktywacji w roku 1650 i nadania statutu Collegium Medicum ostatecznie upadło.

## Atheneum Gedanense

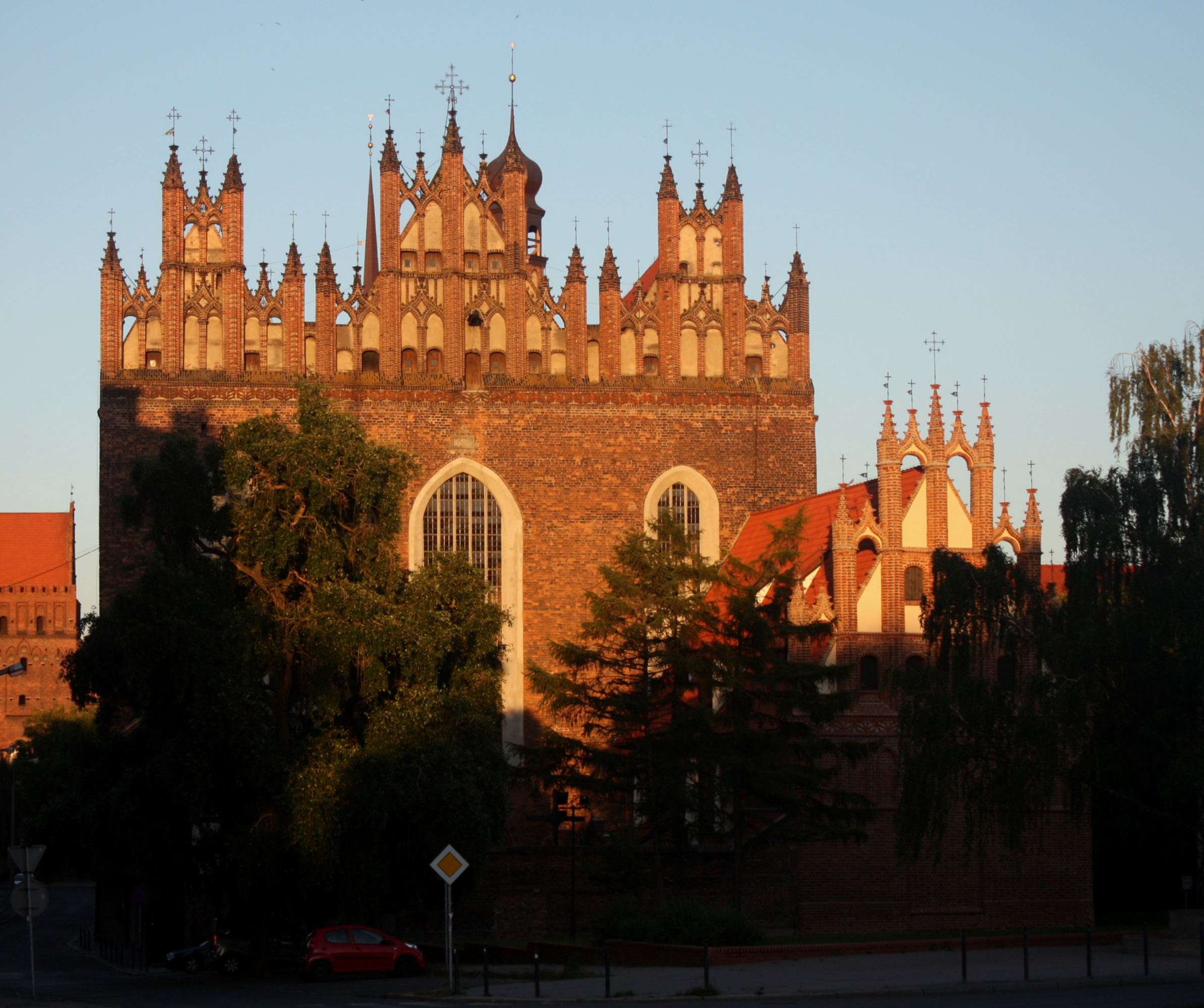
Zabudowania dawnego zespołu klasztornego Braci Mniejszych w Gdańsku, na Starym Przedmieściu

W związku z pojawieniem się w Gdańsku religii protestanckiej, która bardzo szybko stała się dominującym wyznaniem w mieście, w 1558 powstało Gdańskie Gimnazjum Akademickie (Atheneum Gedanense). Pierwotnym zadaniem postawionym przed Gimnazjum Akademickim było krzewienie reformacji. Jednym z jego inicjatorów był lekarz i aptekarz Johannes Brettschneider (Placotomus). Przybył on z Królewca, gdzie był pierwszym profesorem medycyny nowo utworzonego uniwersytetu. W Gdańsku objął funkcję fizyka miejskiego i choć nie został profesorem Gimnazjum, wpłynął na kształtowanie się tej uczelni, m.in. tworząc projekt późniejszego nauczania medycyny.

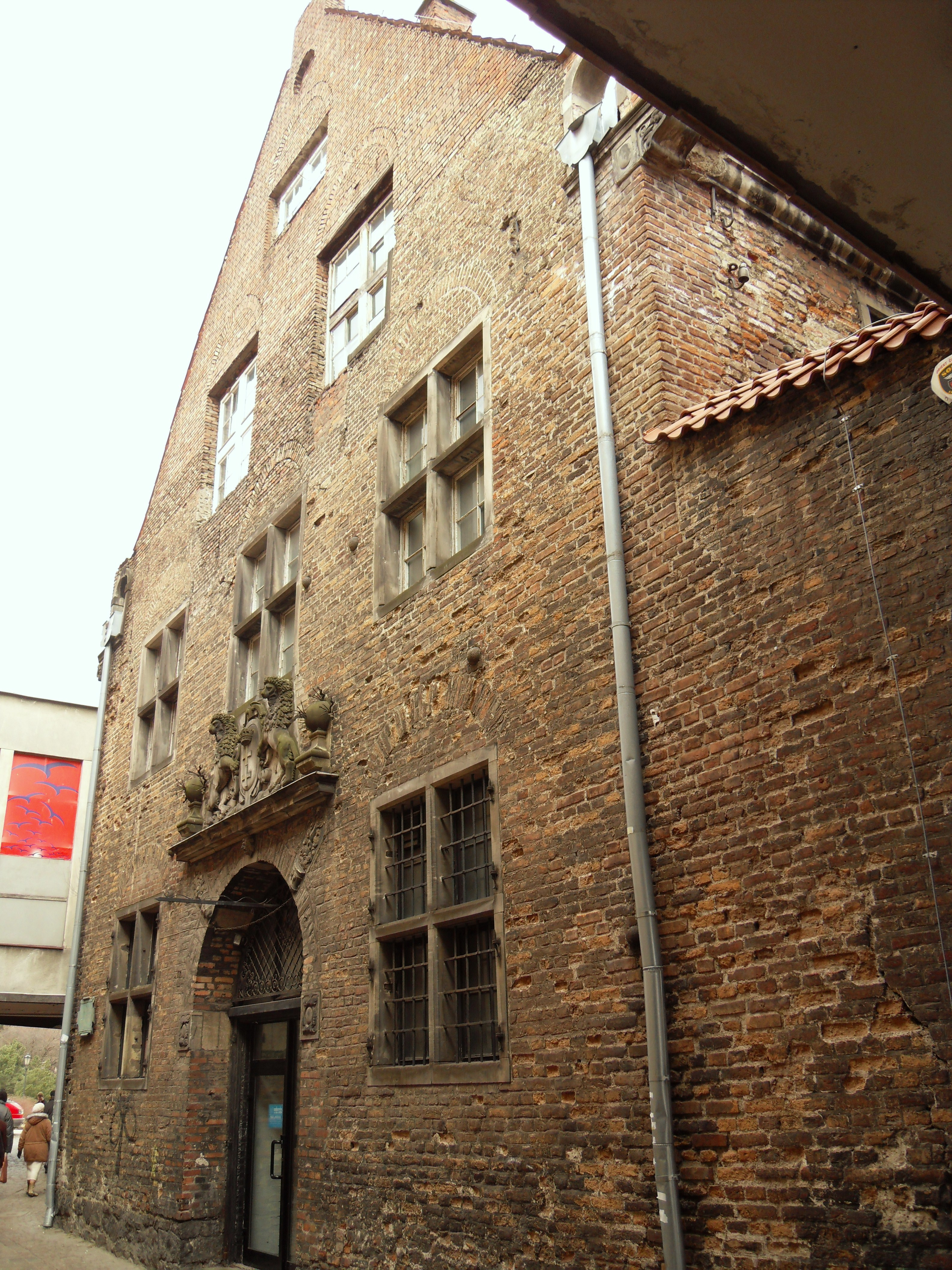
Stara Apteka z XVII wieku na Głównym Mieście

W roku 1568 stanowisko rektora Gimnazjum objął profesor Andrzej Frackenhaus, który rozpoczął wykłady z medycyny i anatomii. W czasie wojny Gdańska z królem Stefanem Batorym działalność Gimnazjum zawieszono, a profesor Frackenhaus opuścił miasto. Po zakończeniu walk w 1580 wznowiono zajęcia, a profesorem medycyny został Johann Mathesius z Joachimowa.
Następnie w ramach Atheneum Gedanense wydzielono niezależną Katedrę Medycyny i Anatomii. O poziomie nauczania na tej uczelni świadczy fakt, iż absolwenci Gimnazjum przyjmowani byli na trzeci rok studiów na uniwersytetach niemieckich. Wielu spośród profesorów tej uczelni było wybitnymi lekarzami nauczającymi w nowatorski jak na owe czasy sposób, a niektórzy z nich pełnili obowiązki fizyków miejskich. W 1613 roku przeprowadzono pierwszą sekcję zwłok. Wykonał ją profesor Gimnazjum Gdańskiego (w latach 1603–1630) Joachim Oelhesius wykształcony w Padwie, gdzie miał niejednokrotnie okazję uczestniczyć w publicznych sekcjach zwłok. Sekcję na zwłokach „potworka” – noworodka z ciężkimi zaburzeniami rozwojowymi, wykonał w Pruszczu Gdańskim. Wydarzenie to było pierwszą publiczna sekcją zwłok ludzkich na terenie Europy Środkowej, wyprzedzając nawet pierwszą sekcję wykonaną w Niemczech. Profesor Atheneum Gedanense w latach 1725–1745, Johann Adam Kulmus, wydał w 1722 roku podręcznik atlasu anatomii pt. Tabulae Anatomicae. Książka ta została przetłumaczona na 7 języków (w tym na język japoński).
Pod koniec XVIII wieku Gimnazjum Akademickie zaczęło tracić swoją pozycję. Przyczyniło się do tego nieudolne kierowanie uczelnią, zaprzestanie prac naukowych, a także zajęcie w 1795 roku Gdańska przez Prusy. Centralistyczny ustrój państwa pruskiego spowodował utratę kulturowej, naukowej i administracyjnej roli, jaką do tamtej pory pełnił Gdańsk. Mimo prób ocalenia Gimnazjum Akademickiego liczne wojny, a także polityka władz pruskich, spowodowały zamknięcie w roku 1812 wydziałów teologii, medycyny i prawa. Zakończyło to działalność Atheneum Gedanense i całkowicie zatrzymało nauczanie medycyny w Gdańsku na okres ponad 100 lat.

## Wiek XIX i początek XX
W latach 1838–1844 na Osieku, na miejscu wyburzonego Domu Poprawy zbudowany został nowoczesny szpital garnizonowy. Po utworzeniu Wolnego Miasta Gdańska szpital został zamknięty, a w gmachu w styczniu 1925 roku uruchomiona została Poczta Polska w WM Gdańsku.

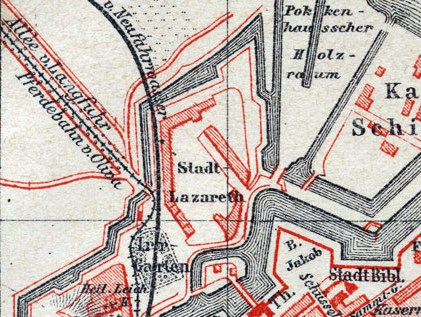
Szpital przy ul. Dyrekcyjnej, na planie z 1885

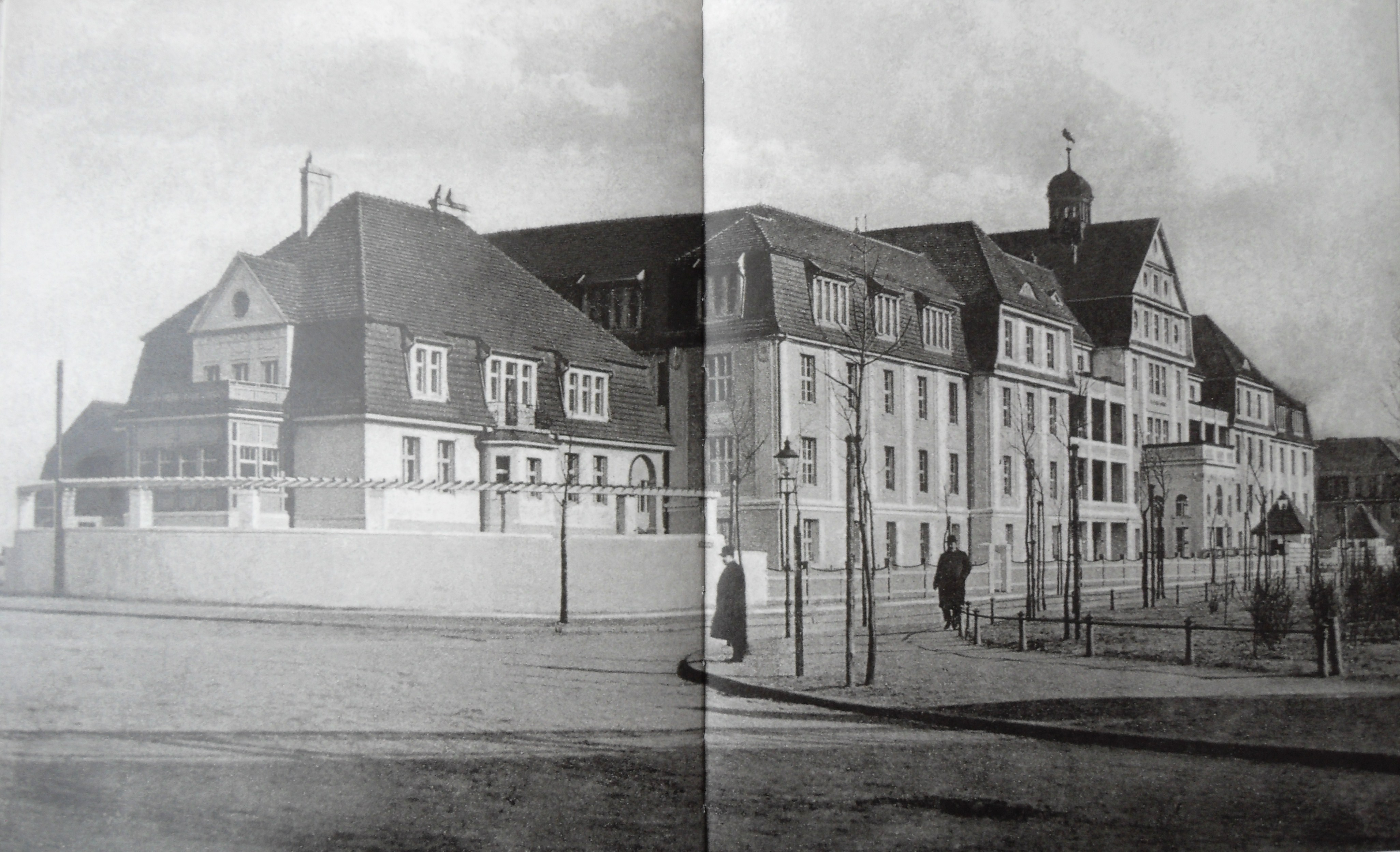
Klinika przy ul. Klinicznej, ok. 1915

19 marca 1853 roku otwarty został Szpital Najświętszej Panny Marii, przy ul. Kieturakisa na Dolnym Mieście, prowadzony przez siostry Boromeuszki. Następnie szpital był rozbudowywany ze składek wiernych.
17 marca 1875 roku oddano do użytku, czynną do dziś, pierwszą część kompleksu szpitalnego ewangelickich sióstr diakonisek (Diakonissen Krankenhaus), wybudowaną ze składek wiernych przy ul. Nowe Ogrody 3-5. Rozbudowa szpitala trwała do 1914 roku.
W roku 1883, po zakupieniu przez władze Prowincji Zachodniopruskiej dawnej posiadłości Zappiów w Królewskiej Dolinie, założony został Zakład dla Ociemniałych (Blindenanstalt) i zbudowany w latach 1884–1917.
21 grudnia 1887 roku oddany został do użytku kompleks szpitala miejskiego przy ul. Rogaczewskiego 9/13. Mieściły się tam oddziały położniczy i chirurgiczny z 220 łóżkami. Do 1911 roku oddział wewnętrzny funkcjonował przy ul. Dyrekcyjnej. Następnie oddział został przeniesiony na nowe miejsce, a jego zabudowania doszczętnie wyburzone. Na ich miejscu powstał okazały gmach Dyrekcji Kolei. 19 kwietnia 1911 roku oddano do użytku kompleks nowego, większego szpitala miejskiego (Städt. Krankenhaus) przy ul. Dębinki, wyposażony w 818 łóżek. Umiejscowiony on został na ówczesnych terenach podmiejskich, w dzielnicy Aniołki.

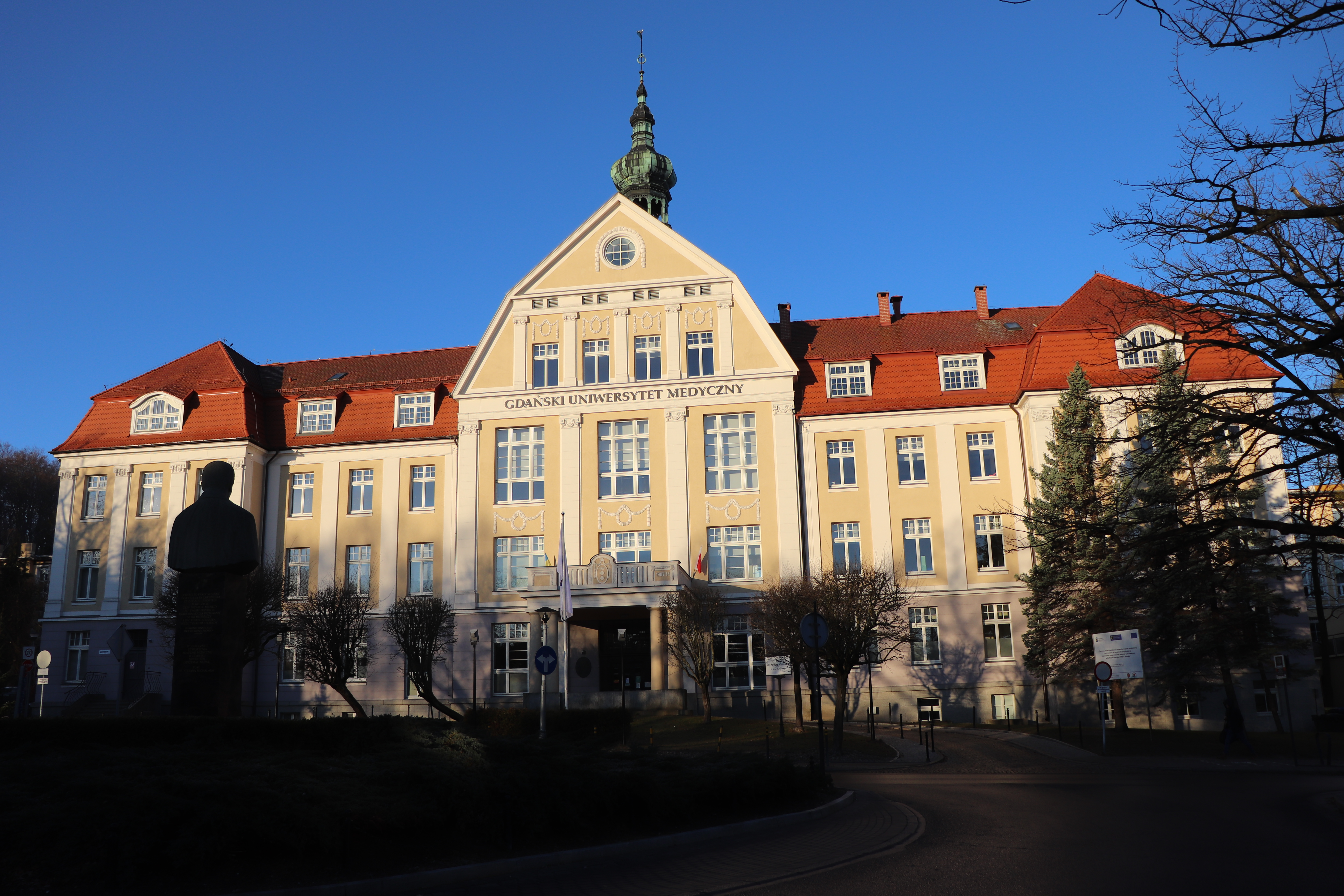
Jeden z budynków dawnego szpitala miejskiego przy ul. Dębinki

17 października 1912 roku otwarto nową państwową klinikę położniczą i chorób kobiecych (Hebammen-Lehranstalt), przy ul. Klinicznej we Wrzeszczu. Klinika funkcjonuje do dziś.

## Okres międzywojenny i wojna

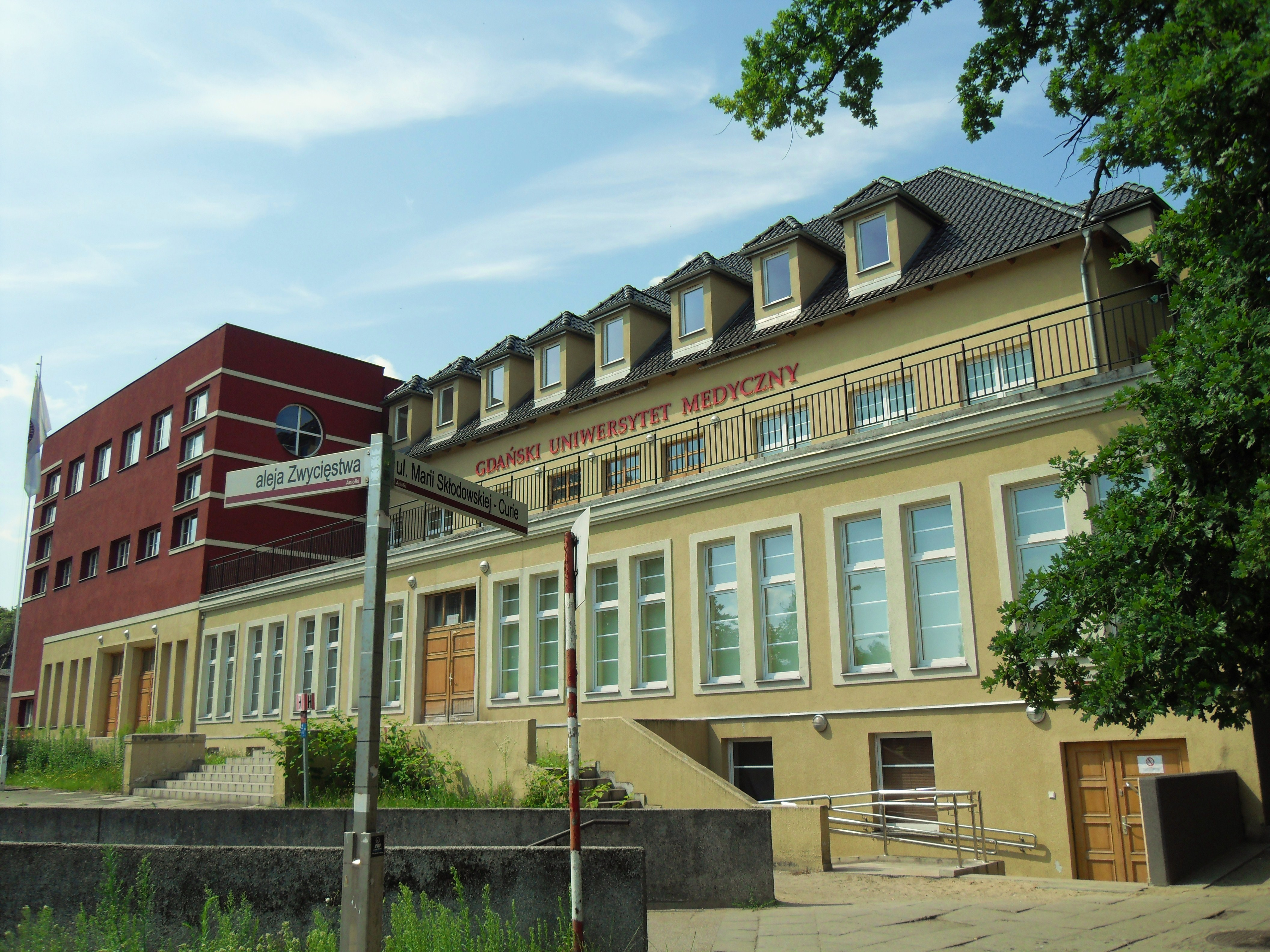
Atheneum Gedanense Novum w Aniołkach

Do stworzenia placówki oświatowej, mającej na celu kształcenie w zakresie medycyny, przystąpiono w roku 1935. Wtedy to Senat Wolnego Miasta Gdańska zdecydował o zorganizowaniu Akademii Medycyny Praktycznej, na bazie szpitala miejskiego. Uczelnia ta miała kształcić jedynie w zakresie przedmiotów klinicznych. W pierwszym roku jej istnienia przyjęto 50 studentów z uniwersytetów niemieckich, mających tutaj przez pewien czas kontynuować naukę. Kierownikiem Akademii został senator Wolnego Miasta Gdańska dr Helmut Kluck, sympatyk ideologii narodowo-socjalistycznej, odpowiedzialny za wykłady dotyczące chorób dziedzicznych i higieny rasowej. Po odejściu Klucka w 1937 roku na jego stanowisko powołano Ericha Grossmanna, działacza NSDAP.
Po przyłączeniu Gdańska do Rzeszy Niemieckiej, w ramach Akademii utworzono zakłady przed kliniczne, które pozwoliły na przekształcenie się Akademii Medycyny Praktycznej w Medizinische Akademie in Danzig (MAD). Rektorem tej uczelni został Erich Grossmann. Uczelnia miała charakter ideologiczny, związany z polityką nazizmu. Kierownik Instytutu Anatomii, prof. Rudolf Spanner wykonał eksperymenty z produkcją mydła z tłuszczu, uzyskanego z ciał więźniów obozów koncentracyjnych. Studenci Medizinische Akademie in Danzig nauczani byli przedmiotów takich jak higiena rasowa, która dowodziła wyższości rasy aryjskiej i konieczności eliminowania osobników z chorobami dziedzicznymi, w celu zapobiegania szerzeniu się ich. W związku z tą ideologią, w 1941 roku wszystkich chorych z Zakładu dla Nerwowo i Psychicznie Chorych na Srebrzysku wywieziono do obozów koncentracyjnych i zamordowano.

## Okres powojenny

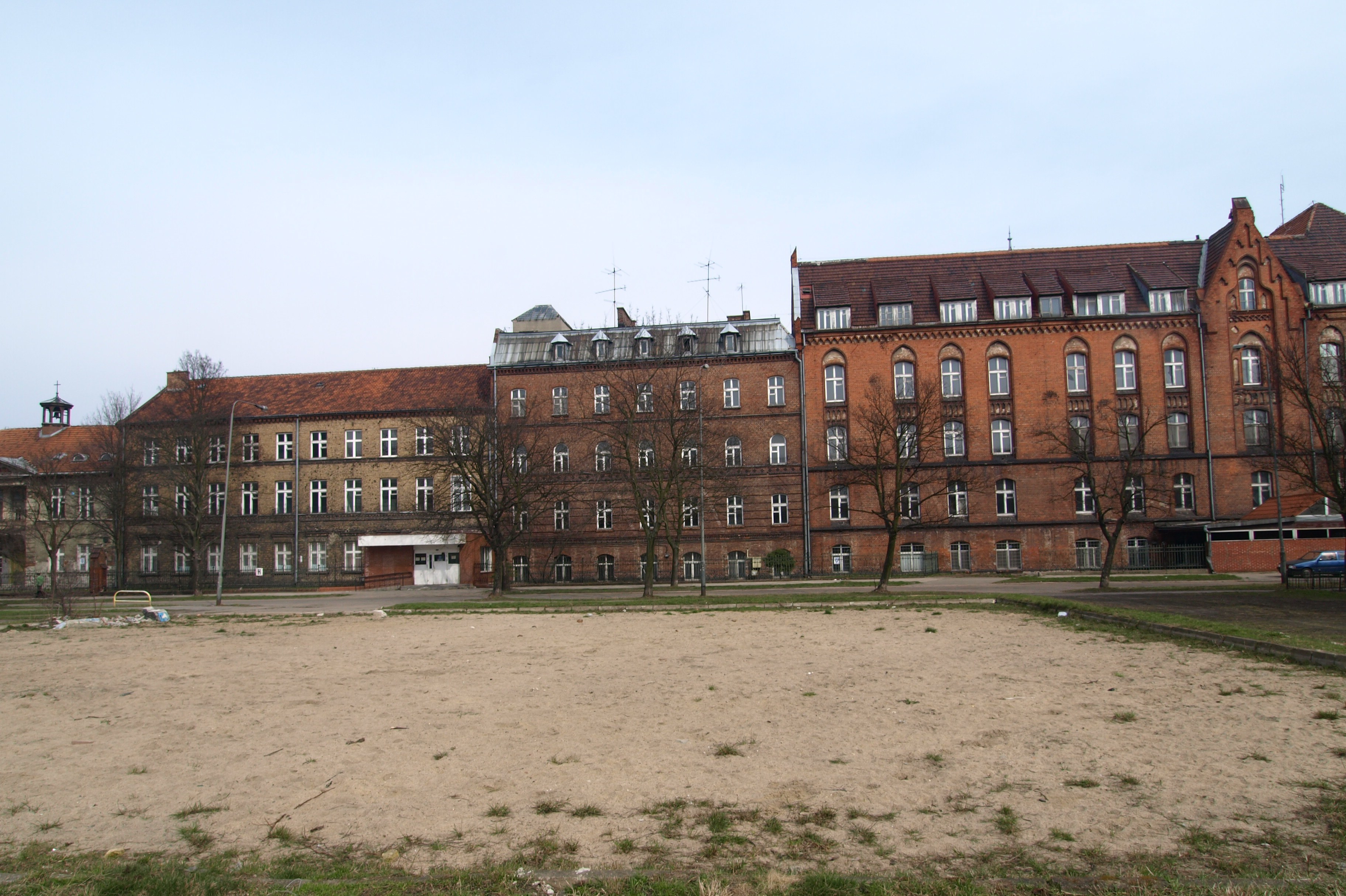
Dolne Miasto – były Państwowy Szpital Kliniczny

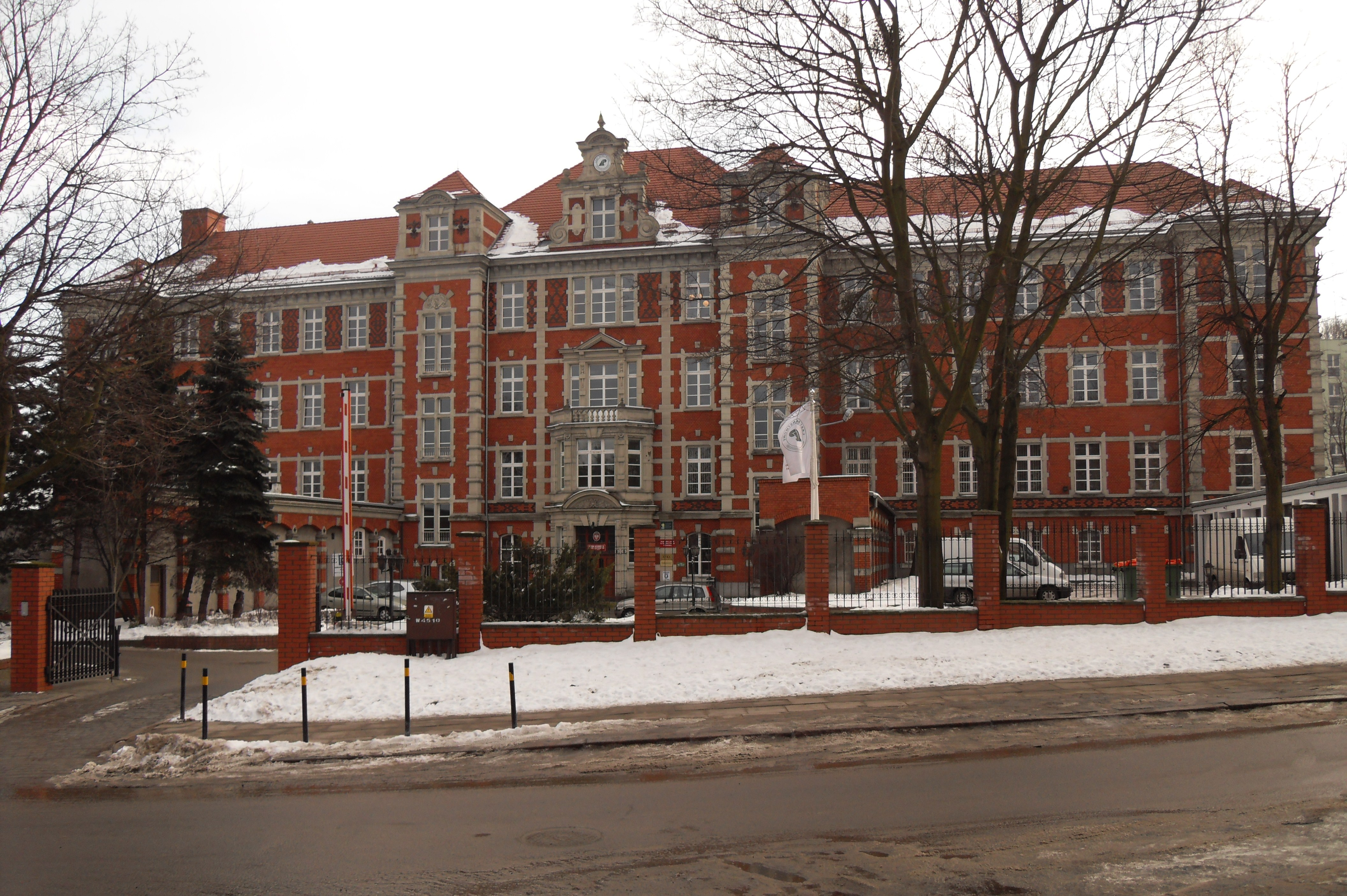
Dawny szpital przy ul. Rogaczewskiego

Okres działalności Medizinische Akademie in Danzig zakończył się wraz z zajęciem Gdańska przez wojska radzieckie w roku 1945. Wielotygodniowe walki o miasto zrujnowały je, doprowadzając do chaosu i epidemii duru brzusznego, duru plamistego i rzeżączki. W takich warunkach przystąpiono do tworzenia nowej uczelni medycznej. Projekt jej stworzenia opracował wiosną roku 1945 profesor Edward Grzegorzewski, pracujący wówczas na Uniwersytecie w Lublinie. Wedle jego założeń uczelnia ta miała podlegać bezpośrednio ministrowi zdrowia. Plan ten zatwierdził minister Franciszek Litwin i w tym samym roku stworzono Akademię Lekarską w Gdańsku (ALG), której prof. Grzegorzewski został pierwszym rektorem. Formalnie ALG powoływał dekret Krajowej Rady Narodowej dnia 8 października 1945 roku. W wyniku rekrutacji na wydział lekarski przyjęto 226 osób, które rozpoczęły zajęcia 11 listopada.
Kadra nowej uczelni przybywała do Gdańska z wielu obszarów Polski. Byli wśród nich lekarze mający za zadanie zwalczanie epidemii (w sierpniu 1945 miało być ich w Gdańsku 55) i wielu pracowników przedwojennych uczelni. Wśród nich byli profesorowie Wydziału Lekarskiego Uniwersytetu Stefana Batorego w Wilnie: prof. Włodzimierz Mozołowski (chemia), prof. Stanisław Hiller (histologia i embriologia) i prof. Michał Reicher (anatomia). Oprócz nich pracę w ALG rozpoczęli prof. Ignacy Adamczewski (fizyka), dr Bolesław Wojciechowski (anatomia), prof. Ksawery Rowiński (radiologia), doc. Tadeusz Bilikiewicz (historia medycyny, psychiatria), prof. Wilhelm Czarnocki, prof. Kornel Michejda, prof. Stanisław Wszelaki, prof. Ignacy Abramowicz, prof. Tadeusz Pawlas, prof. Henryk Gromadzki, dr Alojzy Maciejewski.
Po wojnie do Gdańska przybył Michał Reicher, który, został zatrudniony w Zakładzie Anatomii Prawidłowej jako profesor zwyczajny. Zaangażował się wówczas w organizację zakładu, nauczanie studentów i szkolenie asystentów. Doktoryzował 16 osób i przeprowadził 7 przewodów habilitacyjnych. W 1946 został dziekanem, a w 1947 rektorem. Po chorobie w 1947 poświęcił się pracy naukowej i tworzeniu nowych wydań Anatomii Człowieka A. Bochenka.
Sytuacja materialna po wojnie była bardzo trudna. Na szczęście większość obiektów zajmowanych przez Medizinische Akademie in Danzig ocalała. Początkowo zajęcia odbywały się przede wszystkim w kompleksie przy ulicy Dębinki i budynku przy alei Zwycięstwa. W miarę rozwoju Akademia przejmowała nowe obiekty (np. byłe mieszkanie gdańskiego gauleitera Alberta Forstera, budynki przy ul. Morskiej – obecnie Do Studzienki), inne odbudowywano i remontowano. W powstawaniu uczelni dużą rolę odegrało przyznanie w 1945 roku olbrzymiej dotacji ze Skarbu Państwa, która stanowiła ok. 70% wydatków państwa na służbę zdrowia. W związku z tym w październiku Akademię Lekarską w Gdańsku odwiedził prezydent Bolesław Bierut. Znaczący wpływ miała także pomoc ze strony Szwecji, która przekazała uczelni wiele darów, np. leków, pomocy naukowych, książek (stanowiących zaczątek przyszłej biblioteki), a także wyposażenie dla 400-łóżkowego szpitala.
Umożliwiało to dynamiczny rozwój uczelni na wielu płaszczyznach – w ramach ALG utworzono Szkołę Pielęgniarsko-Położniczą, a także wydział farmaceutyczny, w roku 1946 rozpoczęto pierwsze doktoryzacje i przewody habilitacyjne. Choć pierwsze próby utworzenia wydziału stomatologicznego były nieudane, już w 1948 przeprowadzono rekrutację na studia stomatologiczne w ramach wydziału lekarskiego.
W 1950 zgodnie z rozporządzeniem Rady Ministrów organizację i program nauczania na wszystkich uczelniach medycznych w Polsce ujednolicono na wzór systemu obowiązującego w Związku Radzieckim. Spowodowało to przekształcenie Akademii Lekarskiej w Gdańsku w Akademię Medyczną w Gdańsku, co poskutkowało utratą autonomii uczelni. W ramach studiów wykładano przedmioty, które miały służyć indoktrynacji światopoglądowej i politycznej, przeprowadzano także selekcję pracowników według kryteriów ideologicznych. Nałożono nakaz nauczania poglądów Trofima Łysenki, czołowego naukowca Związku Radzieckiego, zaprzeczającego istnieniu genów i głoszącego pseudonaukowe teorie (łysenkizm). W późniejszym okresie zaprzestano nauczania tej teorii.
Akademia Medyczna podlegała licznym zmianom administracyjnym i stopniowo, wraz ze zmianami, które następowały w Polsce, odzyskiwała swoją autonomię. Wzrost samodzielności uczelni nastąpił w roku 1980, choć po wprowadzeniu stanu wojennego nastąpił regres w tej kwestii. Ostateczne zlikwidowanie centralistycznego systemu zarządzania nastąpiło w 1989. Obecnie Gdański Uniwersytet Medyczny, w który przekształcona została AMG w roku 2009, jest wiodącym ośrodkiem dydaktycznym w północnej Polsce, mającym istotny wkład w naukowy rozwój Pomorza i opiekę zdrowotną jego mieszkańców.
W latach 2008–2011 przy ul. Smoluchowskiego został zbudowany najnowocześniejszy szpital w Polsce – Centrum Medycyny Inwazyjnej (CMI), który otwarto w 2012. Szpital wyposażono m.in. w robota Da Vinci i 311 łóżek.
W l. 2018 (budynki B, C, D) i 2021 (budynek A) oddano do użytku budowane od 2015 Centrum Medycyny Nieinwazyjnej, składające się z czterech budynków na prawie 700 pacjentów, w których znajdzie się 25 klinik oraz blok operacyjny z ośmioma salami. Umożliwiło to przeniesienie m.in. Klinik Dermatologii, Wenerologii i Alergologii oraz Ginekologii, Ginekologii Onkologicznej i Endokrynologii Ginekologicznej, a w lutym 2019 Kliniki Położnictwa, mieszczącej się od lat 30. XX wieku przy ul. Klinicznej. Zmiany te umożliwiły wyburzenie budynków Centralnego Laboratorium Klinicznego oraz Kliniki Hematologii, również przeniesionych do nowego gmachu.